# Wygorzele (województwo łódzkie)
Wygorzele (niem. Rönneberg) – wieś w Polsce położona w województwie łódzkim, w powiecie łęczyckim, w gminie Grabów.
W latach 1975–1998 miejscowość administracyjnie należała do województwa konińskiego.
W 2011 roku liczba mieszkańców wynosiła 86 osób. 
Wierni Kościoła rzymskokatolickiego należą do parafii św. Mateusza Apostoła i św. Rocha w Starej Sobótce, a wierni Kościoła Starokatolickiego Mariawitów do parafii św. Mateusza Apostoła i Ewangelisty i św. Rocha Wyznawcy w Nowej Sobótce.  
We wsi zachował się poolęderski cmentarz ewangelicki. Wśród zachowanych nagrobków wyróżnia się szczególnie pokaźny grobowiec rodziny Krüger z inskrypcjami w języku niemieckim. Nekropolia pochodzi z I poł. XIX w. i choć nie jest użytkowana, a ponadto znajduje się w stanie przypominającym ruinę, to podlega ona ochronie prawnej.